# Eperãra Siapidaarã
Los Eperãra Siapidaarã son una nacionalidad indígena que habitan en Ecuador, Colombia y Panamá. Anteriormente se les conocía como Épera en Ecuador, pero en la actualidad se definen como Eperãra Siapidaarã. En el Ecuador, se ubican en la Provincia de Esmeraldas, en el Cantón Eloy Alfaro Parroquia Borbón, en las comunidades Santa Rosa, Bella Aurora y la Cayapa. Su población está censada aproximadamente en unas 600 personas y su territorio asciende a 437.07 hectáreas. Su economía se basa en la caza, la pesca, la agricultura y la artesanía. En Colombia, se ubican en los departamentos de Nariño, Cauca y en el Valle del Cauca. Según el censo de 2018, son 7.047 personas, los Eperãra Siapidaarã representan el 0.3% de la población indígena de Colombia.

## Idioma
El idioma de los Eperãra se llama siapedee que significa “idioma propio” aunque en algunos lugares lo traducen como “voz de caña brava” y está en riesgo de desaparecer. Es considerando como una de las variantes de la lengua embera. Actualmente, lo hablan principalmente las personas mayores. Para mantener viva la lengua y hacerla conocer al resto de la sociedad, los Eperãra de Ecuador están transcribiendo textos en su idioma y mantienen permanente comunicación a través del intercambio de experiencias con los compañeros Eperãra Siapidaarã de Colombia.

## Cosmovisión
La nacionalidad Eperãra Siapidaarã tiene tres mundos: la tierra donde habitan los seres humanos, el cielo donde está Tachi Akꞌõre, el creador del universo que mantiene el equilibrio de la vida, y el último está debajo de la tierra donde viven los Tapanos. En sus comunidades existe la figura del Jaipana o médico tradicional, que siempre está con la compañía de Dap'ato o la persona que ve las enfermedades. Tienen una relación muy íntima con la naturaleza, conocen la medicina natural y son interpretadores de sueños. Los Tachi Aköre y las Tachi Nawe ejercen la autoridad tradicional política y religiosa que se comunican y coordinan con las diferentes comunidades del territorio eperãra por intermedio de líderes locales llamados "cabecillas" que les llevan las propuestas y transmiten orientaciones y ayudan a organizar celebraciones.

## Vestimenta
La vestimenta es una parte muy importante de la cultura Eperãra Siapidaarã. No solo se usa para cubrirse sino que tiene importantes raíces culturales. Las mujeres utilizan el p'aru, una tela larga de diferentes colores que se enrolla en la cintura y que es su vestimenta tradicional. Los hombres utilizan la pantaloneta como vestimenta tradicional, que es una tela de diferentes colores. Llevan adornos de chaquiras y pinturas en los rostros.